# Ipanguaçu
Ipanguaçu é um município brasileiro do estado do Rio Grande do Norte. Sua população, conforme estimativas do IBGE de 2024, era de 14.539 habitantes.

## Etimologia
A origem do nome remonta ao tupi. Provavelmente a palavra tem origem em  'Ypa'ũgûasu , pela junção das palavras  'ypa'ũ (ilha) + gûasu (grande), significando "Ilha Grande".

## História
Ipanguaçu é um município que surgiu a partir de 1815 quando o Coronel Ovídio Montenegro adquiriu uma propriedade e transformou o local numa fazenda para a criação de gado. A fazenda ganhou o nome de Sacramento e com o passar dos anos, um núcleo populacional surgiu ao redor da fazenda, logo transformando-se num povoado pertencente ao município de Santana do Matos. Esse povoado tinha sua economia baseada na agricultura e na pecuária de subsistência.
No dia 23 de dezembro de 1948, pela Lei no 146, Sacramento desmembrou-se de Santana do Matos e passou a ser o município de Ipanguaçu.

## Geografia
O município é banhado por dois rios, o Piranhas-Açu ao oeste e o rio Pataxó seu afluente que o divide ao meio. Vale lembrar a lagoa de Ponta Grande e do Canadá. O ponto culminante do município situa-se na Serra de Pataxó com 107 metros de altitude.

### Clima
Semi-árido, com chuvas mais abundantes no outono. A vegetação típica e a caatinga e a mata ciliar de carnaúbas, que foi seriamente desmatada para dar lugar a imensas plantações de banana, manga e algodão.

## Economia
A fruticultura de exportação em grande escala é o principal vetor econômico do município, como a monocultura da banana.

## Turismo
As principais festas do município são a da emancipação, que ocorre no dia 23 de dezembro e a da padroeira, Nossa Senhora de Lourdes, em 11 de fevereiro, com festejos a padroeira, dar-se uma festa dançante no clube municipal.